# Vilneansk
Vilneansk (în ucraineană Вільнянськ) este orașul raional de reședință al raionului Vilneansk din regiunea Zaporijjea, Ucraina. În afara localității principale, mai cuprinde și satul Smorodîne.

## Demografie
Componența lingvistică a orașului Vilneansk
     Ucraineană (86,49%)
     Rusă (12,99%)
     Alte limbi (0,22%)
Conform recensământului din 2001, majoritatea populației orașului Vilneansk era vorbitoare de ucraineană (86,49%), existând în minoritate și vorbitori de rusă (12,99%).